# Transformers: O Início
Transformers One (prt/bra: Transformers: O Início) é um filme americano de animação digital do gênero ação e ficção científica, baseado na linha de brinquedos Transformers. É o oitavo filme da série Transformers, bem como o primeiro longa-metragem de animação baseado na franquia desde The Transformers: The Movie (1986). Dirigido por Josh Cooley a partir de um roteiro escrito por Andrew Barrer e Gabriel Ferrari, o filme é uma produção conjunta entre a Hasbro Entertainment, eOne e Paramount Animation. O elenco de vozes inclui Chris Hemsworth, Brian Tyree Henry, Scarlett Johansson, Keegan-Michael Key, Steve Buscemi, Laurence Fishburne e Jon Hamm. O filme é descrito como uma "história de origem" ambientada inteiramente no planeta Cybertron e é centrada na relação entre Optimus Prime e Megatron, e nas circunstâncias que os levaram a se tornarem arquiinimigos e os respectivos líderes dos Autobots e Decepticons.
Após o lançamento de Transformers: A Era da Extinção (2014), a Paramount Pictures encarregou Akiva Goldsman em março de 2015 de trabalhar com Michael Bay, Steven Spielberg e Lorenzo di Bonaventura na criação de uma "sala de roteiristas" para criar um "Universo Cinematográfico de Transformers". No final de maio, Andrew Barrer e Gabriel Ferrari se juntaram à sala dos roteiristas. Umas ideias era uma prequência em animação ambientada em Cybertron. O filme foi confirmado em agosto de 2017 e, em abril de 2020, Cooley foi contratado como diretor e para supervisionar o roteiro de Barrer e Ferrari. O título e o elenco foram revelados em abril de 2023, com a Industrial Light & Magic fornecendo a animação do filme.
Transformers One teve sua première em Sydney, Austrália no dia 11 de setembro de 2024 e foi lançado em 20 de setembro nos Estados Unidos, pela Paramount Pictures, e em 26 de setembro no Brasil.

## Sinopse
Descrito como uma "história de origem" ambientada no planeta Cybertron, o filme é centrado na relação entre Optimus Prime e Megatron passando de irmãos de armas a arquiinimigos, e nas fundações das facções que eles liderarão e entrarão em conflito como Autobots e Decepticons.

## Elenco
- Chris Hemsworth como Orion Pax (futuro Optimus Prime), um minerador que se transforma em um caminhão vermelho e azul.
- Isaac C. Singleton Jr. como Darkwing, um rigoroso estivador cybertroniano que é um dos subordinados de Sentinel e que supervisiona os trabalhadores da mineração e da gestão de resíduos.
- Brian Tyree Henry como D-16 (futuro Megatron), um minerador e melhor amigo de Orion que se transforma em um tanque prateado
- Scarlett Johansson como Elita-1, uma supervisora de mineração posteriormente rebaixada à gestão de resíduos que se transforma em uma motocicleta rosa.
- Evan Michael Lee como Jazz, um minerador e colega de Orion.
- Keegan-Michael Key como B-127 (futuro Bumblebee), um coletor de lixo que se transforma em um carro amarelo.
- Jon Hamm como Sentinel Prime, o governante de Cybertron, se transforma em um jato.
- Vanessa Liguori como Airachnid, a assesora de Sentinel que se transforma em um helicóptero.
- Laurence Fishburne como Alpha Trion, um antigo Prime que se transforma em uma fera robótica com um chifre semelhante a um leão.
- James Remar como Zeta Prime, um membro dos Treze Primes e antigo governante de Cybertron.
- Steve Buscemi como Starscream, o líder da Alta Guarda Cybertroniana que se transforma em um jato.
- Jon Bailey como Soundwave, oficial de comunicações da Alta Guarda Cybertroniana que se transforma em um jato.
- Jason Konopisos-Alvarez como Shockwave, um membro da Alta Guarda Cybertroniana que se transforma em um jato.

## Produção

### Desenvolvimento
Após o lançamento de Transformers: A Era da Extinção (2014), a Paramount Pictures encarregou Akiva Goldsman em março de 2015 de trabalhar com Michael Bay, Steven Spielberg e Lorenzo di Bonaventura na criação de uma "sala de roteiristas" para criar um "Universo Cinematográfico de Transformers". Depois da criação da sala, vários escritores foram contratados para escrever futuros filmes da franquia. De acordo com Goldsman, a equipe analisaria várias mídias de Transformers criadas pela Hasbro para inspiração; caso encontrassem algum que os interessasse, poderiam apresentar um tratamento de roteiro que seria posteriormente desenvolvido por toda a equipe. No final de maio, Andrew Barrer e Gabriel Ferrari, que haviam sido contratados para fazer a revisão do roteiro de Homem-Formiga (2015), se juntaram à sala dos roteiristas. De acordo com o Deadline Hollywood, uma das ideias tinha o título provisório de Transformers One, e serviria como uma prequência em animação com foco no conflito Autobot-Decepticon em Cybertron.
Em julho de 2017, foi relatado que a Boulder Media, de propriedade da Hasbro, um estúdio de animação irlandês, havia aberto uma divisão de filmes para cinema. A Hasbro também confirmou que eles estavam trabalhando em um filme de animação dos Transformers. Após o lançamento de Bumblebee (2018), o produtor Lorenzo di Bonaventura discutiu o filme de animação, esclarecendo que estava "em andamento" e "contaria toda a mitologia de Cybertron", garantindo que os fãs da franquia iriam gostar do filme.
Em abril de 2020, Josh Cooley foi contratado como diretor, com Barrer e Ferrari coescrevendo um novo rascunho de seu roteiro anterior, junto com Cooley. Lorenzo di Bonaventura e Mark Vahradian seriam os produtores. O projeto seria uma produção conjunta entre a Hasbro Entertainment, eOne e Paramount Animation. Em dezembro de 2022, o título foi relatado como Transformers: A New Generation, embora di Bonaventura tenha declarado posteriormente em abril de 2023 que o título ainda não havia sido escolhido. Mais tarde naquele mês, na CinemaCon em abril de 2023, o título foi confirmado oficialmente como Transformers One.

### Escalação do elenco
O elenco do filme foi anunciado na CinemaCon, consistindo em Chris Hemsworth e Brian Tyree Henry como versões mais jovens de Optimus Prime e Megatron, junto de Scarlett Johansson, Keegan-Michael Key, Jon Hamm e Laurence Fishburne.

### Animação
A Industrial Light & Magic, que forneceu os efeitos visuais para os filmes de Transformers anteriores, retornou para fornecer a animação do filme.

## Lançamento
Transformers One foi lançado em 13 de setembro de 2024 nos Estados Unidos, pela Paramount Pictures. Ele foi provisoriamente agendado para 19 de julho de 2024.
No Brasil, o filme está agendado para ser lançado em 26 de setembro de 2024.

## Futuro
Em abril de 2023, di Bonaventura afirmou que há discussão para que Transformers One se torne uma trilogia de filmes. Em junho, ele confirmou que a história está mapeada para progredir em três filmes, detalhando a progressão dos personagens em sua representação na série de filmes live-action. O produtor explicou que a representação de Hemsworth se transformará no líder retratado nos episódios anteriores, afirmando que a transição da voz de Hemsworth para a de Peter Cullen (na voz original em inglês) fará sentido dentro da história.